# Efe Ambrose
Efetobore „Efe” Ambrose Emuobo (ur. 18 października 1988 w Kadunie) – nigeryjski piłkarz grający na pozycji środkowego obrońcy. Od 2012 roku jest zawodnikiem klubu Celtic F.C.

## Kariera klubowa
Swoją karierę piłkarską Ambrose rozpoczął w klubie Kaduna United. W 2006 roku zadebiutował w jego barwach w nigeryjskiej Premier League. W sezonie 2008/2009 został wypożyczony do Bayelsy United i wywalczył z tym klubem mistrzostwo Nigerii. W sezonie 2009/2010 wraz z Kaduną United zdobył Puchar Nigerii.
W 2010 roku Ambrose przeszedł do izraelskiego FC Aszdod. Zadebiutował w nim 11 września 2010 w przegranym 0:2 wyjazdowym meczu z Maccabi Netanja. W zespole Aszdod grał do lata 2012 roku.
Latem 2012 roku Ambrose podpisał trzyletni kontrakt z Celtikiem. W Scottish Premier League swój debiut zanotował 29 września 2012 w zwycięskim 2:0 wyjazdowym spotkaniu z Motherwell. 20 października 2012 w wyjazdowym meczu z St. Mirren (5:0) strzelił swojego pierwszego gola w szkockiej lidze.
| Sezon   | Klub           | Kraj    | Rozgrywki      | Mecze | Bramki |
| ------- | -------------- | ------- | -------------- | ----- | ------ |
| 2006    | Kaduna United  | Nigeria | Premier League | ?     | ?      |
| 2007/08 | Kaduna United  | Nigeria | Premier League | ?     | ?      |
| 2008/09 | Bayelsa United | Nigeria | Premier League | ?     | ?      |
| 2009/10 | Kaduna United  | Nigeria | Premier League | ?     | ?      |
| 2010/11 | FC Aszdod      | Izrael  | Ligat ha’Al    | 31    | 1      |
| 2011/12 | FC Aszdod      | Izrael  | Ligat ha’Al    | 35    | 2      |
| 2012/13 | FC Aszdod      | Izrael  | Ligat ha’Al    | 1     | 0      |
| 2012/13 | Celtic F.C.    | Szkocja | Premier League | 27    | 3      |
| 2013/14 | Celtic F.C.    | Szkocja | Premier League | 38    | 2      |

## Kariera reprezentacyjna
W 2007 roku Ambrose wystąpił z reprezentacją Nigerii U-20 na Mistrzostwach Świata U-20, na których Nigeria dotarła do ćwierćfinału. W 2008 roku zagrał na Igrzyskach Olimpijskich w Pekinie. W tym samym roku zadebiutował w dorosłej reprezentacji.